# Bubaque
Bubaque je město v Guineji-Bissau. Nachází se na stejnojmenném ostrově v souostroví Bijágós. Ostrov je silně zalesněný a je známý pro svou divokou přírodu. V Bubaque lze nalézt ústředí přírodní rezervace UNESCO. Z města je možné dojet trajektem do Bissau, hlavního města země.